# 10 000 mètres masculin aux championnats du monde d'athlétisme 2009
Navigation
Osaka 2007 Daegu 2011
L'épreuve du 10 000 mètres masculin des championnats du monde de 2009 s'est déroulée le 17 août 2009 dans le Stade olympique de Berlin. Elle est remportée par l'Éthiopien Kenenisa Bekele.

## Critères de qualification
Pour se qualifier (minima A), il faut avoir réalisé moins de 27 min 47 s du 1er janvier 2008 au 3 août 2009. Le minima B est de 28 min 12 s.

## Résultats

### Finale
| Rang               | Athlète                     | Temps               |
| ------------------ | --------------------------- | ------------------- |
| Médaille d'or      | Kenenisa Bekele             | 26 min 46 s 31 (CR) |
| Médaille d'argent  | Zersenay Tadese             | 26 min 50 s 12 (SB) |
| Médaille de bronze | Moses Ndiema Masai          | 26 min 57 s 39 (SB) |
| 4                  | Imane Merga                 | 27 min 15 s 94 (PB) |
| 5                  | Bernard Kiprop Kipyego      | 27 min 18 s 47 (SB) |
| 6                  | Dathan Ritzenhein           | 27 min 22 s 28 (PB) |
| 7                  | Micah Kipkemboi Kogo        | 27 min 26 s 33 (SB) |
| 8                  | Galen Rupp                  | 27 min 37 s 99 (SB) |
| 9                  | Kidane Tadasse              | 27 min 41 s 50 (SB) |
| 10                 | Gebre-egziabher Gebremariam | 27 min 44 s 04 (SB) |
| 11                 | Ahmad Hassan Abdullah       | 27 min 45 s 03 (SB) |
| 12                 | Teklemariam Medhin          | 27 min 58 s 89 (SB) |
| 13                 | Fabiano Joseph Naasi        | 28 min 04 s 32 (SB) |
| 14                 | Juan Carlos Romero (en)     | 28 min 09 s 78 (SB) |
| 15                 | Carles Castillejo           | 28 min 09 s 89      |

## Légende
Records et Performances
- AR : Record continental (area record)
- CR : Record des championnats (championship record)
- MR : Record du meeting (meet record)
- NR : Record national (national record)
- OR : Record olympique (olympic record)
- PR : Record paralympique (paralympic record)
- PB : Record personnel (personal best)
- SB : Meilleure performance personnelle de la saison (season's best)
- WL : Meilleure performance mondiale de l'année (world leader)
- WJR : Record du monde junior (world junior record)
- WR : Record du monde (world record)

Circonstances et Conditions
- DNF : N'a pas terminé (did not finish)
- DNS : N'a pas pris le départ (did not start)
- DQ : Disqualification (disqualification)
- NM : Aucun essai valable enregistré (No Mark)
- Q : Qualifié « directement » au prochain tour (ou à la prochaine compétition), lors d'une compétition majeure, grâce au classement ou à la réalisation des minima (automatic qualifier)
- q : Qualifié au prochain tour (ou à la prochaine compétition), lors d'une compétition majeure, grâce au repêchage ou à la réalisation de l'une des meilleures performances parmi celles des « non qualifiés directement » (grâce au meilleur temps ou à la meilleure distance par exemple) (secondary qualifier)